# Kelly McCreary

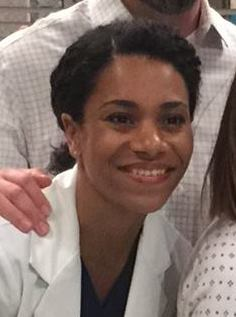
Kelly McCreary, 2015

Kelly J. McCreary (* 29. September 1981 in Milwaukee, Wisconsin) ist eine US-amerikanische Schauspielerin, die vorwiegend durch ihre Verkörperung der Dr. Maggie Pierce in der Dramaserie Grey’s Anatomy bekannt ist.

## Leben und Karriere
Kelly McCreary wuchs bis zu ihrem Umzug nach New York City in Milwaukee auf. In New York City besuchte sie das Barnard College. Nachdem sie dieses abgeschlossen hatte, arbeitete sie als Verkäuferin. Ihre erste Rolle als Schauspielerin erhielt sie 2005 in der Serie Cyberchase, in der sie bis 2010 in sechs Folgen zu sehen war. Zwischen 2009 und 2011 hatte sie eine kleinere wiederkehrende Rolle in der Serie White Collar. Ihre erste Hauptrolle war die der Tyra Dupre in der Serie Emily Owens. Nach Gastrollen in Castle und Scandal verkörperte sie von 2014 bis 2023 in einer Hauptrolle die Maggie Pierce in der Serie Grey’s Anatomy. Sie stieg nach der fünfzehnten Folge der neunzehnten Staffel aus.

## Filmografie (Auswahl)
- 2005–2010: Cyberchase (Fernsehserie, 6 Folgen)
- 2009: The Electronic Company (Fernsehserie, Folge 1×10)
- 2009–2011: White Collar (Fernsehserie, 3 Folgen)
- 2010: Rubicon (Fernsehserie, Folge 1×11)
- 2012: Being Flynn
- 2012–2013: Emily Owens (Emily Owens, M. D., Fernsehserie, 13 Folgen)
- 2013–2014: Scandal (Fernsehserie, 2 Folgen)
- 2014: Castle (Fernsehserie, Folge 6×13)
- 2014–2024: Grey’s Anatomy (Fernsehserie, 196 Folgen)
- 2018–2020: Harvey Miezen für immer! (Fernsehserie)
- 2018–2020, 2023: Seattle Firefighters – Die jungen Helden (Station 19, Fernsehserie, 4 Folgen)[2]